# Bembidion placeranum
Bembidion placeranum är en skalbaggsart som beskrevs av Thomas Casey. Bembidion placeranum ingår i släktet Bembidion och familjen jordlöpare. Inga underarter finns listade i Catalogue of Life.